# Alphabet shavien
 (février 2022).
Si vous disposez d'ouvrages ou d'articles de référence ou si vous connaissez des sites web de qualité traitant du thème abordé ici, merci de compléter l'article en donnant les références utiles à sa vérifiabilité et en les liant à la section « Notes et références ».
L’alphabet shavien ou l’alphabet de Shaw est une écriture construite, un alphabet créé en 1950 pour une écriture simple et phonétique de la langue anglaise sans les difficultés de l’orthographe conventionnelle. Son développement est financé à titre posthume par l’écrivain George Bernard Shaw, selon son testament. L’auteur souhaitait un nouvel alphabet avec au moins 40 lettres, aussi phonétique que possible (un symbole pour un son) et distinct de l’alphabet latin. Cet alphabet est créé à la suite d’une compétition internationale, dont l’un des quatre vainqueurs, Ronald Kingsley Read (en), est nommé pour finaliser l’alphabet fondé sur ces quatre alphabets.

## Lettres
| Lettres longues   | Lettres longues | Lettres longues | Lettres longues | Lettres longues | Lettres longues | Lettres longues | Lettres longues | Lettres longues | Lettres longues | Lettres longues |
| ----------------- | --------------- | --------------- | --------------- | --------------- | --------------- | --------------- | --------------- | --------------- | --------------- | --------------- |
| Lettre shavienne  |                 |                 |                 |                 |                 |                 |                 |                 |                 |                 |
| Caractère Unicode | 𐑐               | 𐑚               | 𐑑               | 𐑛               | 𐑒               | 𐑜               | 𐑓               | 𐑝               | 𐑔               | 𐑞               |
| Prononciation     | /p/             | /b/             | /t/             | /d/             | /k/             | /ɡ/             | /f/             | /v/             | /θ/             | /ð/             |
| Nom               | peep            | bib             | tot             | dead            | kick            | gag             | fee             | vow             | thigh           | they            |
| Lettre shavienne  |                 |                 |                 |                 |                 |                 |                 |                 |                 |                 |
| Caractère Unicode | 𐑕               | 𐑟               | 𐑖               | 𐑠               | 𐑗               | 𐑡               | 𐑘               | 𐑢               | 𐑙               | 𐑣               |
| Prononciation     | /s/             | /z/             | /ʃ/             | /ʒ/             | /tʃ/            | /dʒ/            | /j/             | /w/             | /ŋ/             | /h/             |
| Nom               | so              | zoo             | sure            | measure         | church          | judge           | yea             | woe             | hung            | ha-ha           |
| Lettres courtes   |                 |                 |                 |                 |                 |                 |                 |                 |                 |                 |
| Lettre shavienne  |                 |                 |                 |                 |                 |                 |                 |                 |                 |                 |
| Caractère Unicode | 𐑤               | 𐑮               | 𐑥               | 𐑯               | 𐑦               | 𐑰               | 𐑧               | 𐑱               | 𐑨               | 𐑲               |
| Prononciation     | /l/             | /r/             | /m/             | /n/             | /ɪ/             | /iː/            | /ɛ/             | /eɪ/            | /æ/             | /aɪ/            |
| Nom               | loll            | roar            | mime            | nun             | if              | eat             | egg             | age             | ash             | ride            |
| Lettre shavienne  |                 |                 |                 |                 |                 |                 |                 |                 |                 |                 |
| Caractère Unicode | 𐑩               | 𐑳               | 𐑪               | 𐑴               | 𐑫               | 𐑵               | 𐑬               | 𐑶               | 𐑭               | 𐑷               |
| Prononciation     | /ə/             | /ʌ/             | /ɒ/             | /əʊ/            | /ʊ/             | /uː/            | /aʊ/            | /ɔɪ/            | /ɑː/            | /ɔː/            |
| Nom               | ado             | up              | on              | oak             | wool            | ooze            | loud            | oil             | ah              | awe             |
| Ligatures         |                 |                 |                 |                 |                 |                 |                 |                 |                 |                 |
| Lettre shavienne  |                 |                 |                 |                 |                 |                 |                 |                 |                 |                 |
| Caractère Unicode | 𐑸               | 𐑹               | 𐑺               | 𐑻               | 𐑼               | 𐑽               | 𐑾               | 𐑿               |                 |                 |
| Prononciation     | /ɑːr/           | /ɔːr/           | /ɛər/           | /ɜːr/           | /ər/            | /ɪər/           | /iː.ə/          | /juː/           |                 |                 |
| Nom               | are             | or              | air             | fur             | array           | ear             | Ian             | yew             |                 |                 |